# Harmano
Os harmanos são um grupo de alcalóides de origem vegetal.
Têm propriedades de inibição da monoamina oxidase e são antagonistas serotoninérgicos. São também ligeiramente alucinógenos e analgésicos, e são freqüentemente usados em bebidas rituais como o ayahuasca como potencializadores de outros psicotrópicos.
Os harmanos têm em comum um núcleo β-carbolínico e se parecem com a triptamina.
A harmina, a harmalina, a tetraidroharmina e todos os outros harmanos são alcalóides indólicos extraídos de plantas como a harmala (Peganum harmala), o cipó-mariri (Banisteriopsis caapi) e a iboga (Tabernanthe iboga).